# Mads Langer
 Ikke at forveksle med Mads Johansen Lange.
Mads Lillelund Langer Clausen (født 14. januar 1984 i Aabenraa) er en dansk sanger og sangskriver.

## Opvækst
Mads Lillelund Langer Clausen er født i Aabenraa, men som 3-årig flyttede han og hans familie til Skive hvor han voksede op, her fattede han tidligt interesse for barndomshjemmets klaver og trommesæt. Han fortsatte interessen på Skive Musikskole, hvor Dúné og Søren Balsner fra Carpark North også har gået.
Mads Langer gik på Frijsenborg Efterskole.
Efter at være blevet student fra Skive Gymnasium flyttede Mads Langer i 2003 til København, hvor han spillede med i en række jamsessions og lærte en række musikere at kende. Men vejen ind i musikbranchen kom, da han vendte hjem til Skive for at være dommer i en lokal musikkonkurrence. Her mødte han Kashmirs daværende manager, Brian Nielsen, og spillede nogle af sine sange for ham. Det førte i 2006 til en kontrakt med pladeselskabet Copenhagen Records.

## Privat
Mads Langer blev 29. juni 2019 gift med modellen Julie Lillelund, der er kendt fra Kanal 4-programmet Danmarks næste topmodel. Brylluppet fandt sted på Engelsholm Slot ved Vejle. Parret blev skilt i juli 2024.

## Karriere
Mads Langers første single "Breaking News" udkom i oktober 2005 og blev Ugens Uundgåelige på P3. I marts 2006 kom debutalbummet Attention Please, som er produceret af skibonitten Søren Balsner fra Carpark North.[kilde mangler] Samme år spillede Mads Langer – ligesom året forinden – ved SPOT Festival, hvor en talentspejder var fløjet ind for at se ham. Talentspejderen var begejstret, og på hans opfordring flyttede Mads Langer til New York og Los Angeles i en periode. Her skrev han sit andet album Mads Langer, som udkom i februar 2009 og rummer nummeret "Fact-Fiction". I samme periode var han på turné med Tim Christensen, hvor Mads Langer var opvarmningsnavnet.
Sidst i 2007 flyttede Mads Langer tilbage til Danmark og blev kapelmester på Nørrebro Teater, der opsatte rock-odyséen "Hedwig and the Angry Inch" med Anders W. Berthelsen i hovedrollen.
I 2009 udgav Mads Langer sit andet album, Mads Langer. Albummets første single, "Fact-Fiction", som Langer havde skrevet sammen med den norske sangskriver Boots Ottestad, blev et mindre hit. Mads Langer har pr. maj 2011 solgt tæt på 20.000 solgte eksemplarer.
I begyndelsen af 2009 flyttede Mads Langer til London, hvor han indledte et samarbejde med manageren Sue Whitehouse, som tidligere har været manager for The Darkness. I december 2009 udsendte han en coverversion af Olives "You’re Not Alone". Nummeret fik guldplade både i Danmark og Italien, gik nummer et på airplaycharten i Italien og Schweiz, lå i top fem i Holland for både salg og airplay og lå fem måneder på den tyske airplaychart.  I Danmark var "You're Not Alone" den mest spillede sang på P3 og P4 i 2011.
I juli 2010 skrev Mads Langer under på en international kontrakt med Sony Music, der indebar udgivelser af tre album i Europa og USA. Hans første album hos Sony Music var Behold fra maj 2011, som er produceret af blandt andre Søren Balsner og Martin Terefe.
Albummet fik en guldplade for salget i Danmark og rummer singlerne "Microscope" og "Riding Elevators". Førstnævnte blev i en periode fast spillet i pauserne til FC Barcelonas hjemmekampe sammen med "You’re Not Alone", mens sidstnævnte blev "Song of the Week" på BBC2. Deluxe-udgaven af Behold har fået en dobbeltplatinplade for sit salg i Danmark.
I forlængelse af Behold tog Langer på en omfattende europaturné med udsolgte koncerter i flere storbyer. I september 2011 udkom Maria Menas album Viktoria, hvor Langer sang med på duetten "Habits", ligesom de to turnerede sammen. Langer optrådte desuden sammen med det britiske band Kasabian i et tysk tv-show. Langer spillede i november 2011 og januar 2012 to udsolgte koncerter i DR Koncertsalen.
I efteråret 2012 deltog han i TV 2’s musikprogram Toppen af Poppen sammen med Sanne Salomonsen, Nabiha, Johnson, Peter Belli, Kasper Winding og Dicte. Han optrådte blandt andet med "Overgi’r mig langsomt", som han oprindeligt skrev til Sanne Salomonsens hitalbum Unico. Langers egen version blev nummer et på iTunes og indbragte en platinplade.
I marts 2013 udkom Mads Langers fjerde album In These Waters. Det er produceret af blandt andre det svenske producerteam SeventyEight og rummer en duet med vinderen af dansk X Factor, Ida Østergaard Madsen. Singlen "Elephant" blev nummer et på den danske Bit Track-hitliste. Pladen blev opfulgt op af en udsolgt danmarksturné.
I 2013 var Mads Langer den tredje mest spillede danske komponist i Danmark ifølge KODA.
Mads Langers sange "The River Has Run Wild" og "Beauty of the Dark" er blevet brugt i tv-serien Vampire Diaries. Sangen "Fact-fiction" er blevet brugt i serien Castle. I 2014 og 2015 var Mads Langer i studiet for at indspille nye sange til sit nye album, der udkommer i 2016. Mads Langer medvirker også på Katos sang "Now" som er titelsang på Katos album. I 2015 skrev Mads Langer en sang til en pige, der havde kræft. Hun hed Clara. Den 28. december 2015 kom en single af Mads Langer med titlen "3AM".

## Diskografi
- Attention Please (2006)
- Mads Langer (2009)
- Behold (2011)
- In These Waters (2013)
- Reckless Twin (2016)
- Where Oceans Meet (2021)
- Kærlighed & frygt (2024)

## Priser
- Årets publikums Pris Danish Music Awards 2013
- Årets Danske Mandlige Kunstner GAFFA-Prisen 2013
- Årets Danske Album GAFFA-Prisen 2013
- Årets Danske Hit GAFFA-Prisen 2013
- Årets Danske Pop-Udgivelse GAFFA-Prisen 2013
- Årets Danske Band GAFFA-Prisen 2014
- Årets Danske Rockudgivelse Side Effects sammen med Tim Christensen GAFFA-Prisen 2014
- Årets Dansk Popudgivelse og Årets Mandlige Kunstner, GAFFA-Prisen 2017[24]
- Årets Danske Livenavn og Årets Danske Solist, GAFFA-Prisen 2018[25]